# タイムズ・ハイアー・エデュケーション
ザ・タイムズ・ハイアー・エデュケーション（英: The Times Higher Education）とは、イギリスの新聞社、タイムズが新聞の付録冊子として毎年秋に発行している高等教育情報誌。

## 概要
旧称ザ・タイムズ・ハイアー・エデュケーション・サプリメント。略称はタイムズ・ハイアーまたは THE。2004年からはワールド・ユニバーシティ・ランキングス（THE世界大学ランキング）を公表している。